# Heinrich Nikolaus Ignatius von Anethan
Heinrich Nikolaus Ignatius von Anethan (* 15. November 1712 in Koblenz; † 6. April 1783 in Karden) war ein deutscher Kanoniker im Kollegiatstift in St. Castor (Karden).

## Leben
Heinrich Nikolaus Ignatius war ein Sohn des kurtrierischen Generaleinnehmers und letzten auf der Reichsburg Cochem wohnenden Amtmanns Franz Ludwig von Anethan und dessen Ehefrau Maria Juliane Biltz. Ein weiterer Bruder von ihm, Franz Heinrich, wurde nach dem Umzug seiner Eltern von Koblenz zurück nach Cochem am 24. September 1714 geboren. Nach seinem Studium in Trier war er nach Karden gezogen, wo er am 24. September 1729 sein Statutengeld für ein vom Adel zu besetzendes Kanonikat entrichtet hatte. Nach dem Empfang der Weihen 1736 trat er die Stelle als Kanoniker im Stift Karden an. Nachdem er zuletzt als Senior des Stiftskapitels St. Castor (Karden) verstorben war, wurde er im Kreuzgang der Stiftskirche beigesetzt.